# 김병호류 가야금산조
김병호류 가야금산조(金炳昊流 伽倻琴散調)는 조선 시대 후기에 전라남도 영암 출신인 김창조(1865~1919)에 의해 시작된 가야금산조이다. 2010년 5월 27일 전라남도의 무형문화재 제47호로 지정되었다.

## 개요
가야금산조는 조선시대 후기에 전남 영암 출신인 김창조(1865~1919)선생에 의해 그 기원이 시작되었다. 느린 진양조장단으로 시작하여 중모리, 중중모리, 자진모리장단에 이르며 점점 빨라지고, 여기에 우조, 평조, 계면조, 경드름, 강산제 등 여러 다양한 조를 사용하면서 선율을 자유롭게 구사하는 대한민국 대표적인 기악 독주 장르이다. 일정한 틀 가운데 자유로운 선율 진행을 보유하고 있고, 긴장과 이완을 반복하며 연주자의 감정을 끌어내는 선율의 아름다움은 실로 대한민국 전통 음악으로서의 정서를 발현하기에 충분하다.
정남희류, 최옥삼류, 강태홍류, 김병호류, 김죽파류 등 다양한 유파의 전수가 이루어지고 있다. 1968년 중요무형문화재로 <가야금산조 및 병창> 이 지정되고 보유자가 인정되면서 다른 유파들은 전승이 잘 이루어지고 있다. 그러나 김병호류 가야금산조는 농현에서 가장 깊은 맛이 우러 나온다는 평가를 받고 있는데 무형문화재 지정이 이루어지지 않고 있다. 김병호는 가야금산조의 창시자라고 할 수 있는 김창조와 같은 지역인 전남 영암 출생으로, 그의 산조는 김창조에게 뿌리를 두고 있다. 이후 음폭이 넓고 깊은 맛을 지닌 김병호만의 유파를 창시하였고, 더구나 그의 유파에는 다른 유에는 없는 엇모리장단이 사용됨으로써 더욱 독특한 아름다움을 보유하고 있다. 다행히 김병호에게서 배운 강문득과 양연섭에 의해 전수가 되었고, 강문득에게서는 김남순과 선영숙이 전승하고 있다. 또한 김병호에게서 배운 양연섭은 학계에서 후학을 양성하고 있는데 주로 서울권이다. 김남순이 영남권에서 활동하고 있으며, 선영숙을 중심으로 전남권에서 전수가 이루어지고 있다.
가야금산조의 창시자 김창조가 전남 영암출신이며 그에게서 배운 김병호 역시 영암 출신으로서 그 지역적 기반으로 보아 <김병호류 가야금산조>의 전라남도 무형문화재 지정이 필요하다 선영숙은 1960년대에 가야금산조에 입문한 이래 강문득에게서 김병호류 가야금산조를 온전하게 전수하였고 그 기량을 인정 받아 전국국악대전 현악부분에서 대상(대통령상)을 수상한 바 있다. 따라서 가야금 산조의 발전과 김병호류 산조의 활성화를 위해 전라남도 무형문화재로서 김병호류 가야금산조를 지정하고, 그의 산조를 충실히 잇고 있는 선영숙은 김병호류 산조 보유자로서 인정하여 보존 전승할 필요가 있다.

## 예능 보유자
- 예능보유자 인정대상 : 선영숙 (1957년생, 전남 화순군 이서면 야사리 888-1)

## 참고 자료
- 가야금 산조 - 국가유산청 국가유산포털